# David Price Racing
David Price Racing – brytyjski zespół startujący w wyścigach samochodowych. Startował w serii GP2 w latach 2005-2010, a w latach 2005-2006 startował w serii A1 Grand Prix.

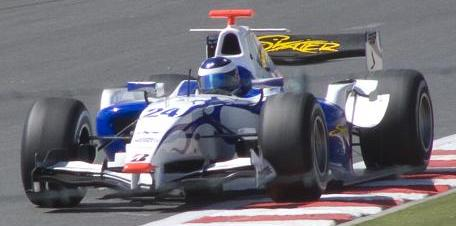
Michael Herck w bolidzie DPR na torze Magny-Cours w czasie francuskiej rundy serii GP2 w sezonie 2008

## Starty

### Seria GP2
| Seria GP2 | Seria GP2          | Seria GP2          | Seria GP2 | Seria GP2 | Seria GP2 | Seria GP2            | Seria GP2 | Seria GP2        | Seria GP2            |
| Rok       | Bolid              | Kierowcy           | Wyścigi   | Wygrane   | PP        | Najszybsze okrążenie | Punkty    | Pozycja kierowcy | Pozycja konstruktora |
| --------- | ------------------ | ------------------ | --------- | --------- | --------- | -------------------- | --------- | ---------------- | -------------------- |
| 2005      | Dallara-Mecachrome | Olivier Pla        | 23        | 2         | 0         | 1                    | 20        | 13               | 10                   |
| 2005      | Dallara-Mecachrome | Ryan Sharp         | 13        | 0         | 0         | 1                    | 2         | 23               | 10                   |
| 2005      | Dallara-Mecachrome | Giorgio Mondini    | 10        | 0         | 0         | 0                    | 0         | 26               | 10                   |
| 2006      | Dallara-Mecachrome | Olivier Pla        | 11        | 0         | 0         | 0                    | 0         | 27               | 10                   |
| 2006      | Dallara-Mecachrome | Clivio Piccione    | 21        | 0         | 0         | 0                    | 18        | 12               | 10                   |
| 2006      | Dallara-Mecachrome | Mike Conway        | 2         | 0         | 0         | 0                    | 0         | 29               | 10                   |
| 2006      | Dallara-Mecachrome | Vitaly Petrov      | 8         | 0         | 0         | 0                    | 0         | 28               | 10                   |
| 2007      | Dallara-Mecachrome | Christian Bakkerud | 19        | 0         | 0         | 0                    | 0         | 34               | 12                   |
| 2007      | Dallara-Mecachrome | Andy Soucek        | 21        | 0         | 0         | 0                    | 15        | 16               | 12                   |
| 2007      | Dallara-Mecachrome | Olivier Pla        | 2         | 0         | 0         | 0                    | 0         | 35               | 12                   |
| 2008      | Dallara-Mecachrome | Giacomo Ricci      | 4         | 0         | 0         | 0                    | 0         | 31               | 13                   |
| 2008      | Dallara-Mecachrome | Diego Nunes        | 20        | 0         | 0         | 0                    | 3         | 22               | 13                   |
| 2008      | Dallara-Mecachrome | Andy Soucek        | 2         | 0         | 0         | 0                    | 14        | 14               | 13                   |
| 2008      | Dallara-Mecachrome | Michael Herck      | 14        | 0         | 0         | 0                    | 0         | 30               | 13                   |
| 2009      | Dallara-Mecachrome | Michael Herck      | 20        | 0         | 0         | 0                    | 0         | 23               | 13                   |
| 2009      | Dallara-Mecachrome | Giacomo Ricci      | 8         | 0         | 0         | 0                    | 0         | 27               | 13                   |
| 2009      | Dallara-Mecachrome | Franck Perera      | 8         | 0         | 0         | 0                    | 0         | 28               | 13                   |
| 2009      | Dallara-Mecachrome | Johnny Cecotto Jr. | 4         | 0         | 0         | 0                    | 0         | 30               | 13                   |
| 2010      | Dallara-Mecachrome | Michael Herck      | 20        | 0         | 0         | 0                    | 12        | 16               | 8                    |
| 2010      | Dallara-Mecachrome | Giacomo Ricci      | 14        | 1         | 0         | 1                    | 16        | 13               | 8                    |
| 2010      | Dallara-Mecachrome | Fabrizio Crestani  | 6         | 0         | 0         | 0                    | 0         | 30               | 8                    |

### A1 Grand Prix
| A1 Grand Prix | A1 Grand Prix | A1 Grand Prix | A1 Grand Prix | A1 Grand Prix | A1 Grand Prix | A1 Grand Prix | A1 Grand Prix |
| Rok           | Bolid         | Konstruktor   | Wygrane       | PP            | NO            | Pkt           | M.Z.          |
| ------------- | ------------- | ------------- | ------------- | ------------- | ------------- | ------------- | ------------- |
| 2005/2006     | Lola-Zytek    | A1 Team USA   | 0             | 0             | 0             | 23            | 16            |